# Euaxoctopus panamensis
Euaxoctopus panamensis är en bläckfiskart som beskrevs av Voss 1971. Euaxoctopus panamensis ingår i släktet Euaxoctopus och familjen Octopodidae. Inga underarter finns listade i Catalogue of Life.